# Prêmio TVyNovelas de 1995
13º Prêmio TVyNovelas

29 de Abril de 1995
Novela: 

Imperio de Cristal
Atriz: 

Rebecca Jones
Ator: 

Humberto Zurita
O Prêmio TVyNovelas 1995 foi a 13ª edição do Prêmio TVyNovelas, prêmio entregue pela revista homônima aos melhores artistas e produções da televisão mexicana referente ao ano de 1994. O evento ocorreu no dia 29 de Abril de 1995 na Cidade do México. Foi transmitido pela emissora mexicana Canal de las Estrellas e apresentado por Edith González, Alfredo Adame e César Évora.